# Kundakunda
Aćarja Kundakunda (1. poł. I w n.e., bądź 1. poł III w. n.e.) – dżinijski mnich należący do tradycji digambarów. Autor wielu dzieł filozoficznych, popularnych również wśród śwetambarów.

## Dzieła
- Kwintesencja kazań
- Kwintesencja podstawowych punktów doktryny
- Kwintesencja doktryny o pięciu punktach rozciągłych
- Kwintesencja powściągnięcia
- Wykład o rzeczach